# Gerald Frederick Kicanas
Gerald Frederick Kicanas (18 de agosto de 1941) é um prelado norte-americano da Igreja Católica Romana. Foi bispo da Diocese de Tucson de 7 de março de 2003 a 3 de outubro de 2017. Foi administrador apostólico da Diocese de Las Cruces de setembro de 2018 a julho de 2019.

## Primeiros anos
Gerald Kicanas nasceu em Chicago, Illinois, filho de pais de ascendência libanesa, Frederick e Eva Kicanas. Ele frequentou a Escola Primária Immaculate Heart e o Seminário Propedêutico Arcebispo Quigley em Chicago. Ele obteve sua licenciatura em Teologia Sagrada pela Universidade de Santa Maria do Lago em Mundelein. Ele foi ordenado ao sacerdócio em 27 de abril de 1967 e depois obteve o doutorado em Psicologia Educacional e um M.Ed. em Orientação e Aconselhamento pela Universidade Loyola em Chicago.
Depois de trabalhar como vigário até 1978, Kicanas ocupou vários cargos no seminário arquidiocesano por mais de vinte e cinco anos. Ele serviu como reitor, diretor e decano de formação no Seminário Propedêutico Quigley Sul, e se tornou reitor do Seminário Mundelein na Universidade de Santa Maria do Lago em 1984. Enquanto reitor, ele também atuou como professor em Desenvolvimento Comunitário e Organizacional na Universidade Loyola.

## Chicago
Em 24 de janeiro de 1995, o Papa João Paulo II nomeou Kicanas bispo-auxiliar de Chicago e titular de Bela. Ele recebeu sua consagração episcopal em 20 de março do cardeal Joseph Bernardin, com os bispos Alfred Leo Abramowicz e Timothy Lyne servindo como co-consagrantes. Kicanas optou por expressar seu lema episcopal em espanhol e inglês: "La Justicia Promueve La Paz e" Justiça begets peace".
Durante seu mandato como auxiliar, atuou como vigário episcopal do Vicariato I na Arquidiocese, que inclui os condados de Lake e Cook. Ele também se envolveu com as vocações, o diaconato permanente e o incentivo ao ministério leigo.

## Tucson
Kicanas foi nomeado bispo-coadjutor de Tucson, Arizona, em 30 de outubro de 2001, e foi instalado em 15 de janeiro de 2002. Ele sucedeu Manuel Moreno como o sétimo bispo ordinário de Tucson em 7 de março de 2003. Kicanas foi elogiado por lidar com a crise dos abusos sexuais em sua diocese, que havia declarado falência devido aos custos de liquidação.
Em 13 de novembro de 2007, foi eleito vice-presidente da Conferência dos Bispos Católicos dos Estados Unidos (USCCB), recebendo 22 votos a mais que o arcebispo Timothy Michael Dolan. Em 28 de fevereiro de 2008, a USCCB escolheu Kicanas como membro da delegação americana ao XII Sínodo Mundial dos Bispos, realizado na Cidade do Vaticano em outubro de 2008. Em 16 de novembro de 2010, o arcebispo Dolan foi eleito presidente da USCCB, a primeira vez que um vice-presidente em exercício que pretendia se tornar presidente não foi eleito.  Em 17 de novembro de 2010, o cardeal Francis Eugene George, de Chicago, presidente cessante da Conferência dos Bispos Católicos dos Estados Unidos, nomeou Kicanas como presidente do Conselho de Administração da Catholic Relief Services.
Em junho de 2009, Kicanas falou na reunião anual da Mesa Redonda de Liderança Nacional sobre Gestão de Igrejas na Wharton School na Filadélfia. Seu discurso abordou a necessidade de comunicações eficazes na Igreja Católica.
Em 2017, o Papa Francisco aceitou a renúncia do bispo Kicanas ao governo da Diocese de Tucson e nomeou como seu sucessor o bispo Edward Joseph Weisenburger, que anteriormente servia como bispo de Salina desde 2012.
Kicanas recebeu o título de Doutor Honorário em Humanidades pela Universidade Lewis em 2010, o Doutor Honorário em Direito da Universidade de Notre Dame em 22 de maio de 2011.
O bispo Kicanas assumiu as funções de Presidente do Conselho de Diretores da Associação Nacional Educacional Católica em 1 de janeiro de 2018, substituindo o bispo George Vance Murray, SJ.

## Las Cruces
Em 28 de setembro de 2018, Kicanas foi nomeado administrador apostólico temporário da Diocese de Las Cruces, depois que o bispo Oscar Cantú foi transferido para a Diocese de San José, Califórnia.